# Nienke Kingma
Nienke Kingma (Driebergen, 12 de febrero de 1982) es una deportista neerlandesa que compitió en remo.
Participó en dos Juegos Olímpicos de Verano, obteniendo dos medallas, plata en Pekín 2008 y bronce en Londres 2012, en la prueba de ocho con timonel.
Ganó tres medallas en el Campeonato Mundial de Remo, en los años 2009 y 2010, y una medalla de plata en el Campeonato Europeo de Remo de 2010.

## Palmarés internacional
| Juegos Olímpicos   | Juegos Olímpicos            | Juegos Olímpicos  | Juegos Olímpicos   |
| Año                | Lugar                       | Medalla           | Prueba             |
| ------------------ | --------------------------- | ----------------- | ------------------ |
| 2008               | Pekín (China)               | Medalla de plata  | Ocho con timonel   |
| 2012               | Londres (Reino Unido)       | Medalla de bronce | Ocho con timonel   |
| Campeonato Mundial |                             |                   |                    |
| Año                | Lugar                       | Medalla           | Prueba             |
| 2009               | Poznań (Polonia)            | Medalla de oro    | Cuatro sin timonel |
| 2009               | Poznań (Polonia)            | Medalla de bronce | Ocho con timonel   |
| 2010               | Cambridge (Nueva Zelanda)   | Medalla de oro    | Cuatro sin timonel |
| Campeonato Europeo |                             |                   |                    |
| Año                | Lugar                       | Medalla           | Prueba             |
| 2010               | Montemor-o-Velho (Portugal) | Medalla de plata  | Ocho con timonel   |